# Pseudalutarius
Pseudalutarius is een monotypisch geslacht van straalvinnige vissen uit de familie van vijlvissen (Monacanthidae). Het geslacht is voor het eerst wetenschappelijk beschreven in 1865 door Pieter Bleeker.

## Soort
- Pseudalutarius nasicornis (Temminck & Schlegel, 1850)